# Ernest R. Dickerson
Ernest Roscoe Dickerson, född 25 juni 1951 i Newark, New Jersey, är en amerikansk filmregissör. Han är känd för att sina täta samarbeten med Spike Lee.